# Saint-Rémy-l'Honoré
Pour les articles homonymes, voir Saint-Rémy.
Saint-Rémy-l’Honoré est une commune française située dans le département des Yvelines, en région Île-de-France.

## Géographie

### Situation
Saint-Rémy-l'Honoré est une petite commune située à l'ouest-sud-ouest de Paris (44 km par la route) et de Versailles (~24 km, à 7 km au sud de Jouars-Pontchartrain et à 9 km à  l'ouest de Maurepas par la N10 (4,5 km à vol d'oiseau).
Située dans le nord de la forêt de Rambouillet, la commune fait partie depuis 2011 du parc naturel régional de la Haute Vallée de Chevreuse. Le parc naturel régional du Vexin français se trouve à 32,5 km au nord, le point le plus proche en étant sur Gargenville.

### Communes limitrophes
Les communes limitrophes sont  Bazoches-sur-Guyonne, Coignières, Jouars-Pontchartrain, Le Tremblay-sur-Mauldre, Les Bréviaires, Les Essarts-le-Roi et Les Mesnuls.
| Bazoches-sur-Guyonne | Le Tremblay-sur-Mauldre | Jouars-Pontchartrain |
| Les Mesnuls          | Saint-Rémy-l'Honoré     | Coignières           |
| Les Bréviaires       | Les Essarts-le-Roi      |                      |

### Géologie et relief
Le territoire communal se trouve sur le versant nord du massif des Yvelines, dans une zone ou naissent différents cours d'eau du bassin de la Mauldre. Le relief est relativement vallonné, avec dans sa partie sud un plateau entaillé vers le nord par des vallées parallèles descendant rapidement jusqu'à 100 mètres.

### Hydrographie
La commune est arrosée par deux cours d'eau principaux :
- à l'est, la Mauldre, affluent de la Seine, qui nait de différentes sources à la limite sud de la commune et coule vers le nord en suivant la limite intercommunale avec Coignières ;
- à l'ouest, le Guyon, long de 7,164 km[4], affluent de la Guyonne[5].

### Climat
Pour des articles plus généraux, voir Climat de l'Île-de-France et Climat des Yvelines.
En 2010, le climat de la commune est de type climat océanique dégradé des plaines du Centre et du Nord, selon une étude du CNRS s'appuyant sur une série de données couvrant la période 1971-2000. En 2020, Météo-France publie une typologie des climats de la France métropolitaine dans laquelle la commune est dans une zone de transition entre le climat océanique et le climat océanique altéré et est dans la région climatique Sud-ouest du bassin Parisien, caractérisée par une faible pluviométrie, notamment au printemps (120 à 150 mm) et un hiver froid (3,5 °C).
Pour la période 1971-2000, la température annuelle moyenne est de 10,8 °C, avec une amplitude thermique annuelle de 15 °C. Le cumul annuel moyen de précipitations est de 692 mm, avec 11,3 jours de précipitations en janvier et 7,7 jours en juillet. Pour la période 1991-2020, la température moyenne annuelle observée sur la station météorologique la plus proche, située sur la commune de Saint-Léger-en-Yvelines à 9 km à vol d'oiseau, est de 11,0 °C et le cumul annuel moyen de précipitations est de 706,3 mm,. Pour l'avenir, les paramètres climatiques de la commune estimés pour 2050 selon différents scénarios d'émission de gaz à effet de serre sont consultables sur un site dédié publié par Météo-France en novembre 2022.

## Urbanisme

### Typologie
Au 1er janvier 2024, Saint-Rémy-l'Honoré est catégorisée bourg rural, selon la nouvelle grille communale de densité à sept niveaux définie par l'Insee en 2022.
Elle appartient à l'unité urbaine de Saint-Rémy-l'Honoré, une agglomération intra-départementale regroupant trois  communes, dont elle est ville-centre,,. Par ailleurs la commune fait partie de l'aire d'attraction de Paris, dont elle est une commune de la couronne,. Cette aire regroupe 1 929 communes,.

### Occupation des sols

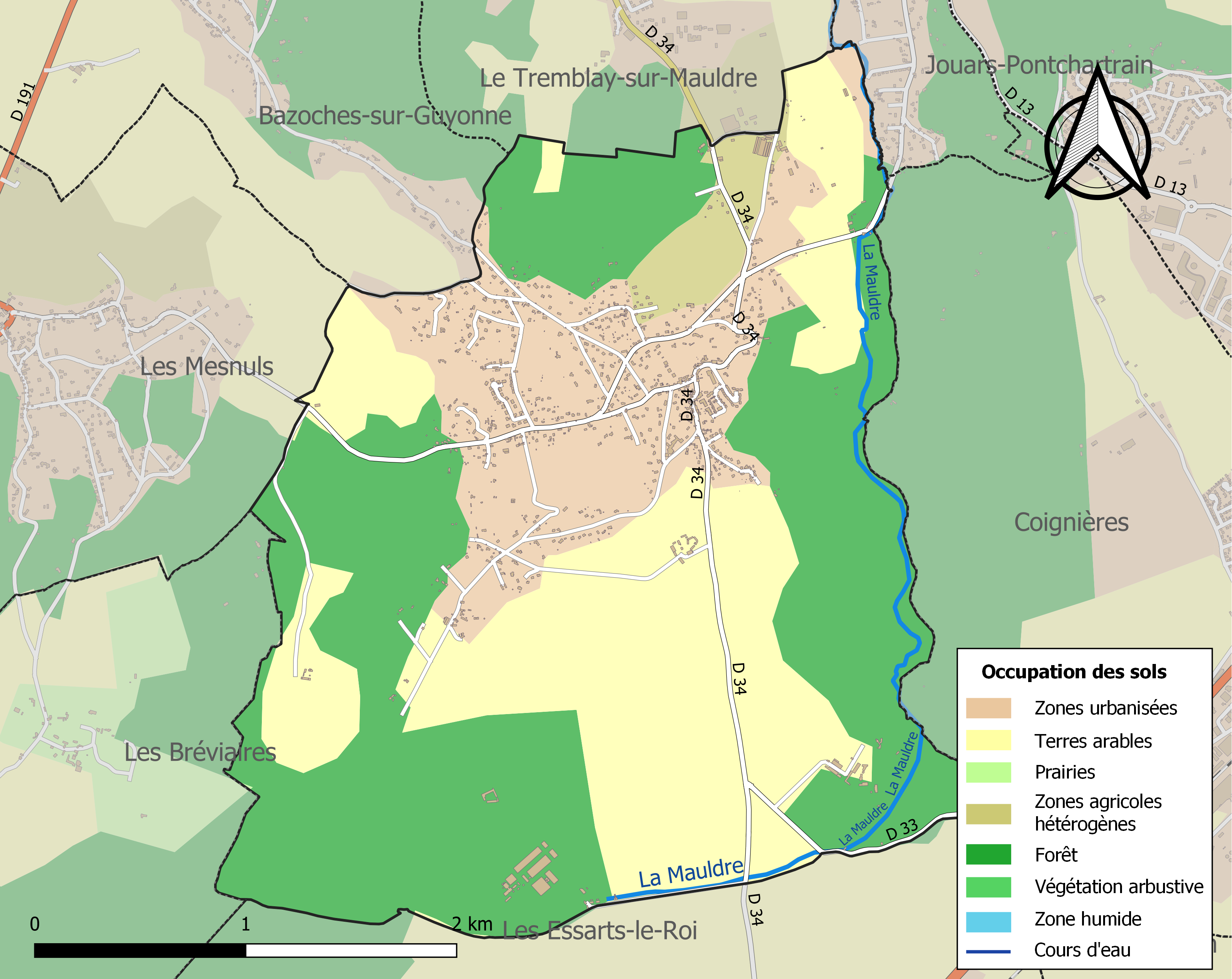
Carte des infrastructures et de l'occupation des sols de la commune en 2018 (CLC).

Le tableau ci-dessous présente l'occupation des sols de la commune en 2018, telle qu'elle ressort de la base de données européenne d’occupation biophysique des sols Corine Land Cover (CLC).
| Type d’occupation                            | Pourcentage | Superficie (en hectares) |
| -------------------------------------------- | ----------- | ------------------------ |
| Tissu urbain discontinu                      | 19,9 %      | 204                      |
| Terres arables hors périmètres d'irrigation  | 32,5 %      | 333                      |
| Systèmes culturaux et parcellaires complexes | 3,1 %       | 32                       |
| Forêts de feuillus                           | 44,4 %      | 455                      |
| Source : Corine Land Cover                   |             |                          |

### Lieux-dits, hameaux et écarts
La commune compte environ 77 lieux-dits répertoriés[réf. nécessaire] dont les plus importants sont : 
- la Pépinière ;
- la Butte à la Paix ;
- le Long des Bois ;
- les Hautes Bruyères.

### Habitat et logement
En 2020, le nombre total de logements dans la commune était de 729, alors qu'il était de 608 en 2015 et de 589 en 2010.
Parmi ces logements, 89,4 % étaient des résidences principales, 5,2 % des résidences secondaires et 5,4 % des logements vacants. Ces logements étaient pour 79,1 % d'entre eux des maisons individuelles et pour 20,7 % des appartements.
Le tableau ci-dessous présente la typologie des logements à Saint-Rémy-l'Honoré en 2020 en comparaison avec celle des Yvelines et de la France entière. Une caractéristique marquante du parc de logements est ainsi une proportion de résidences secondaires et logements occasionnels (5,2 %) supérieure à celle du département (2,6 %) mais inférieure à celle de la France entière (9,7 %). Concernant le statut d'occupation de ces logements, 84,9 % des habitants de la commune sont propriétaires de leur logement (82,7 % en 2015), contre 58,6 % pour les Yvelines et 57,5 pour la France entière.
| Typologie                                               | Saint-Rémy-l'Honoré | Yvelines | France entière |
| ------------------------------------------------------- | ------------------- | -------- | -------------- |
| Résidences principales (en %)                           | 89,4                | 91       | 82,1           |
| Résidences secondaires et logements occasionnels (en %) | 5,2                 | 2,6      | 9,7            |
| Logements vacants (en %)                                | 5,4                 | 6,4      | 8,2            |

La commune ne respecte pas les obligations qui lui sont faites par l'article 55 de la loi SRU de disposer d'au moins de 25 % de son parc de résidences principales constituées de logements sociaux. Malgré l'effort soutenu de construction observé entre 2010 et 2020, la commune ne dispose en 2019 que de 2,29 % de logements sociaux.

### Transports et voies de communications

#### Réseau routier
Les grands axes routiers proches sont la N10 qui passe à 300 m de la limite de commune au sud ; et au nord la N12 dont l'accès le plus proche est à 7 km nord-nord-est sur Jouars-Pontchartrain.
La commune est desservie par la route départementale 34 qui traverse la commune du nord au sud, rejoignant vers le sud la route nationale 10 aux Essarts-le-Roi, à quatre kilomètres du village, et la route nationale 12 vers le nord.

#### Transports collectifs
Les gares ferroviaires les plus proches de la commune sont celles des Essarts-le-Roi à 5 km et Coignières à 5,5 km.
La commune est desservie par les lignes 5, 49, P et V du réseau de bus Centre et Sud Yvelines.

#### Sentier de randonnées
Elle est traversée par le sentier de grande randonnée GR 11 « tour de l'Île-de-France », qui traverse la commune dans le sens sud-est/nord-ouest en passant par le village.

### Risques naturels et technologiques
La commune est classée en zone de sismicité 1, correspondant à une sismicité très faible.

## Toponymie
Le nom de la localité est attesté sous les formes Sanctus Remigius en 1220, Seint Remi en 1289, Saint Remy en 1793, Saint-Remy-l'Honoré en 1801.
La localité a pris un saint comme patron, saint Rémy évêque de Reims, celui qui sera « honoré » du titre d'apôtre des Francs par Hincmar, archevêque de Reims.
Hagiotoponyme composé de Saint-Rémy et « l'honoré » pour le distinguer des autres Saint-Rémy.

## Histoire

### Antiquité
Le plateau de Saint-Rémy-l'Honoré a été occupé depuis l'époque romaine, comme en témoignent les restes d'un camp romain en bordure de la forêt. En limite sud de commune, le chemin aux Bœufs est en réalité la voie romaine allant de Coronarias ou Coignières à Saint-Léger.[réf. nécessaire]

### Moyen Âge
En 987, Hugues Capet entre en possession de Saint-Léger  pour le compte de la couronne et son fils, Robert le Pieux y fait construire un château comme domaine de chasse. Cette acquisition favorise l'essartage ou le défrichage de la région.
La fondation du prieuré de Haute-Bruyère est peut-être décidée pendant l'hiver 1112 ; les premières traces de ce projet se trouvent dans un acte de donation de l'Yveline par Pépin le Bref en 768 et dans l'existence d'un mansus mérovingien dénommé alta bruyère.
Ce prieuré est fondé en 1115 près de la source de la Mauldre par Louis VI le Gros pour sa belle-mère Bertrade, devenue veuve en 1108 à la mort du roi Philippe Ier "Auguste" et entrée au monastère de Fontevrault, mais elle souhaitait se rapprocher du berceau de ses ancêtres. Primitivement destiné à recevoir les dépouilles funéraires des comtes de Montfort, Haute-Bruyère eut l'honneur de conserver dans un monument célèbre le cœur de François Ier jusqu'à la Révolution de 1789. Le prieur de Haute-Bruyère était en même temps curé de la paroisse.
Le prieuré, dont il reste certains bâtiments, ne se visite pas (propriété privée).
Au cours de la guerre de Cent Ans, toutes les cultures seront ravagées par les armées du duc de Bourgogne ainsi que par les Anglais qui campent aux abords du prieuré.
Vers 1450, d’après les états du diocèse de Chartres, la paroisse de Saint Rémy compte soixante habitants redevables d'une somme de vingt livres envers l'évêché et à la collation des religieuses de Haute Bruyère. Cette participation était apportée directement à la porte du couvent par les paroissiens. Le porche d'entrée existe encore de nos jours rue des Fourmis au lieu-dit les Hautes Bruyères.

### Temps modernes
Ce n’est que vers 1520 que la culture reprend dans les terres du pays chartrain. Les seigneurs de Montfort cèdent les grandes fermes au prieuré. Ainsi, jusqu’à la Révolution, la vie du village se construit autour du couvent, fort de 80 religieuses, et d'une quarantaine de personnes qui résideront à Saint-Rémy.[réf. nécessaire]

### Révolution française et Empire
Le 16 mars 1789, l'Assemblée de Monfort convoque le curé de Saint-Rémy, Robert Bouillery pour que les biens du couvent soit pris à bail.
La suspension des vœux monastiques décrétée par l’Assemblée constituante du 28 octobre 1789 et l’interdiction faite aux abbayes d'exploiter leurs terres elles-mêmes, entraîne la fermeture du monastère et le licenciement des religieuses. Tout le mobilier est mis en vente le 18 décembre 1792, an 1er de la République française. Le prieuré est démoli en 1794.

### Époque contemporaine
Les locaux inadaptés dans lesquels se donne l'instruction de 1707 à 1880 situés face à la mairie étant détruits, une nouvelle mairie-école est inaugurée le 3 octobre 1880.
Au XIXe siècle, une vingtaine d'ouvriers est occupée aux carrières à grès à ciel ouvert, tandis que d'autres travaillent aux quatre moulins sur le ruisseau alimenté par les eaux de Coignières et de la fontaine des pères. Leurs activités cessent à la fin du siècle ainsi que celle d’une importante tuilerie dont il n'en reste plus rien aujourd'hui.
Au début du XXe siècle, en pleine expansion de la radiodiffusion, l'émetteur de Saint-Rémy-l'Honoré (en grandes ondes) de la station Radio-Paris est installé à Saint-Rémy-l'Honoré entre 1931 et 1939, ainsi que l'émetteur ondes courtes de la station Paris-Mondial entre 1937 et 1939.

## Politique et administration

### Rattachements administratifs et électoraux

#### Rattachements administratifs
Antérieurement à la loi du 10 juillet 1964, la commune faisait partie du département de Seine-et-Oise. La réorganisation de la région parisienne en 1964 fit que la commune appartient désormais au département des Yvelines et à son arrondissement de Rambouillet après un transfert administratif effectif au 1er janvier 1968.
Elle faisait partie de 1801 à 1976 du canton de Chevreuse de Seine-et-Oise puis des Yvelines. En 1976, elle intègre le canton de Montfort-l'Amaury. Dans le cadre du redécoupage cantonal de 2014 en France, cette circonscription administrative territoriale a disparu, et le canton n'est plus qu'une circonscription électorale.

#### Rattachements électoraux
Pour les élections départementales, la commune est membre depuis 2014 du canton d'Aubergenville
Pour l'élection des députés, elle fait partie de la dixième circonscription des Yvelines.

### Intercommunalité
Saint-Rémy-l'Honoré est membre de la communauté de communes Cœur d'Yvelines, un établissement public de coopération intercommunale (EPCI) à fiscalité propre créé fin 2004  et auquel la commune a transféré un certain nombre de ses compétences, dans les conditions déterminées par le code général des collectivités territoriales.

## Équipements et services publics

### Enseignement
La commune possède une école élémentaire publique : école publique Clarisse-Lebel (du nom du maire en poste de 1971 à 2001).

## Population et société

### Démographie

#### Évolution démographique
L'évolution du nombre d'habitants est connue à travers les recensements de la population effectués dans la commune depuis 1793. Pour les communes de moins de 10 000 habitants, une enquête de recensement portant sur toute la population est réalisée tous les cinq ans, les populations de référence des années intermédiaires étant quant à elles estimées par interpolation ou extrapolation. Pour la commune, le premier recensement exhaustif entrant dans le cadre du nouveau dispositif a été réalisé en 2006.

En 2022, la commune comptait 1 689 habitants, en évolution de +7,92 % par rapport à 2016 (Yvelines : +2,72 %, France hors Mayotte : +2,11 %).
| 1793 | 1800 | 1806 | 1821 | 1831 | 1836 | 1841 | 1846 | 1851 |
| ---- | ---- | ---- | ---- | ---- | ---- | ---- | ---- | ---- |
| 506  | 486  | 475  | 465  | 499  | 479  | 432  | 431  | 441  |

| 1856 | 1861 | 1866 | 1872 | 1876 | 1881 | 1886 | 1891 | 1896 |
| ---- | ---- | ---- | ---- | ---- | ---- | ---- | ---- | ---- |
| 430  | 410  | 394  | 404  | 367  | 373  | 376  | 365  | 369  |

| 1901 | 1906 | 1911 | 1921 | 1926 | 1931 | 1936 | 1946 | 1954 |
| ---- | ---- | ---- | ---- | ---- | ---- | ---- | ---- | ---- |
| 366  | 362  | 330  | 300  | 313  | 350  | 355  | 300  | 362  |

| 1962 | 1968 | 1975 | 1982 | 1990  | 1999  | 2006  | 2011  | 2016  |
| ---- | ---- | ---- | ---- | ----- | ----- | ----- | ----- | ----- |
| 294  | 378  | 541  | 791  | 1 004 | 1 299 | 1 384 | 1 379 | 1 565 |

| 2021  | 2022  | - | - | - | - | - | - | - |
| ----- | ----- | - | - | - | - | - | - | - |
| 1 668 | 1 689 | - | - | - | - | - | - | - |

#### Pyramide des âges
En 2018, le taux de personnes d'un âge inférieur à 30 ans s'élève à 35,6 %, soit en dessous de la moyenne départementale (38 %). À l'inverse, le taux de personnes d'âge supérieur à 60 ans est de 26,6 % la même année, alors qu'il est de 21,7 % au niveau départemental.
En 2018, la commune comptait 812 hommes pour 766 femmes, soit un taux de 51,46 % d'hommes, largement supérieur au taux départemental (48,68 %).
Les pyramides des âges de la commune et du département s'établissent comme suit.
| Hommes | Classe d’âge | Femmes |
| ------ | ------------ | ------ |
| 0,5    | 90 ou +      | 0,8    |
| 4,8    | 75-89 ans    | 5,4    |
| 21,1   | 60-74 ans    | 20,7   |
| 17,7   | 45-59 ans    | 20,8   |
| 18,1   | 30-44 ans    | 19,1   |
| 17,0   | 15-29 ans    | 15,9   |
| 20,8   | 0-14 ans     | 17,3   |

| Hommes | Classe d’âge | Femmes |
| ------ | ------------ | ------ |
| 0,6    | 90 ou +      | 1,4    |
| 6      | 75-89 ans    | 7,8    |
| 13,5   | 60-74 ans    | 14,8   |
| 20,7   | 45-59 ans    | 20,1   |
| 19,6   | 30-44 ans    | 19,9   |
| 18,5   | 15-29 ans    | 16,8   |
| 21,2   | 0-14 ans     | 19,2   |

## Économie

### Revenus de la population et fiscalité
Le nombre de ménages fiscaux en 2013 était de 526 représentant 1 391 personnes et la  médiane du revenu disponible par unité de consommation  de 33 253 €.

### Emploi
En 2014, le nombre total d’emploi dans la zone était de 237, occupant 646 actifs résidents (salariés et non salariés) .
Le taux d’activité de la population âgée de 15 à 64 ans s'élevait à  78,9 % contre un taux de chômage (au sens du recensement) de 7,5 %. Les inactifs se répartissent de la façon suivante : étudiants et stagiaires non rémunérés 8,7 %, retraités ou préretraités 7 %, autres inactifs 5,3 %.

### Entreprises et commerces
En 2015, le nombre d’établissements actifs était de cent trente-sept dont trois dans l’agriculture-sylviculture-pêche, six dans l'industrie, six dans la construction, quatre-vingt-quinze dans le commerce-transports-services divers et vingt-sept étaient relatifs au secteur administratif.
Cette même année, quinze entreprises ont été créées dont neuf par des auto-entrepreneurs.

## Culture locale et patrimoine

### Lieux et monuments
- Église Saint-Rémy

Construite au XIIIe siècle par les religieuses du prieuré de Haute-Bruyère, restaurée au XIXe siècle.
- Jardin Yili : jardin traditionnel chinois inauguré en 2004.
- Camp et voie romaine[37].
- Moulin de Bicherel.
- Depuis 2005, centre de stockage des archives physiques de l'Inathèque (120 kilomètres linéaires en date de 2020)[38].

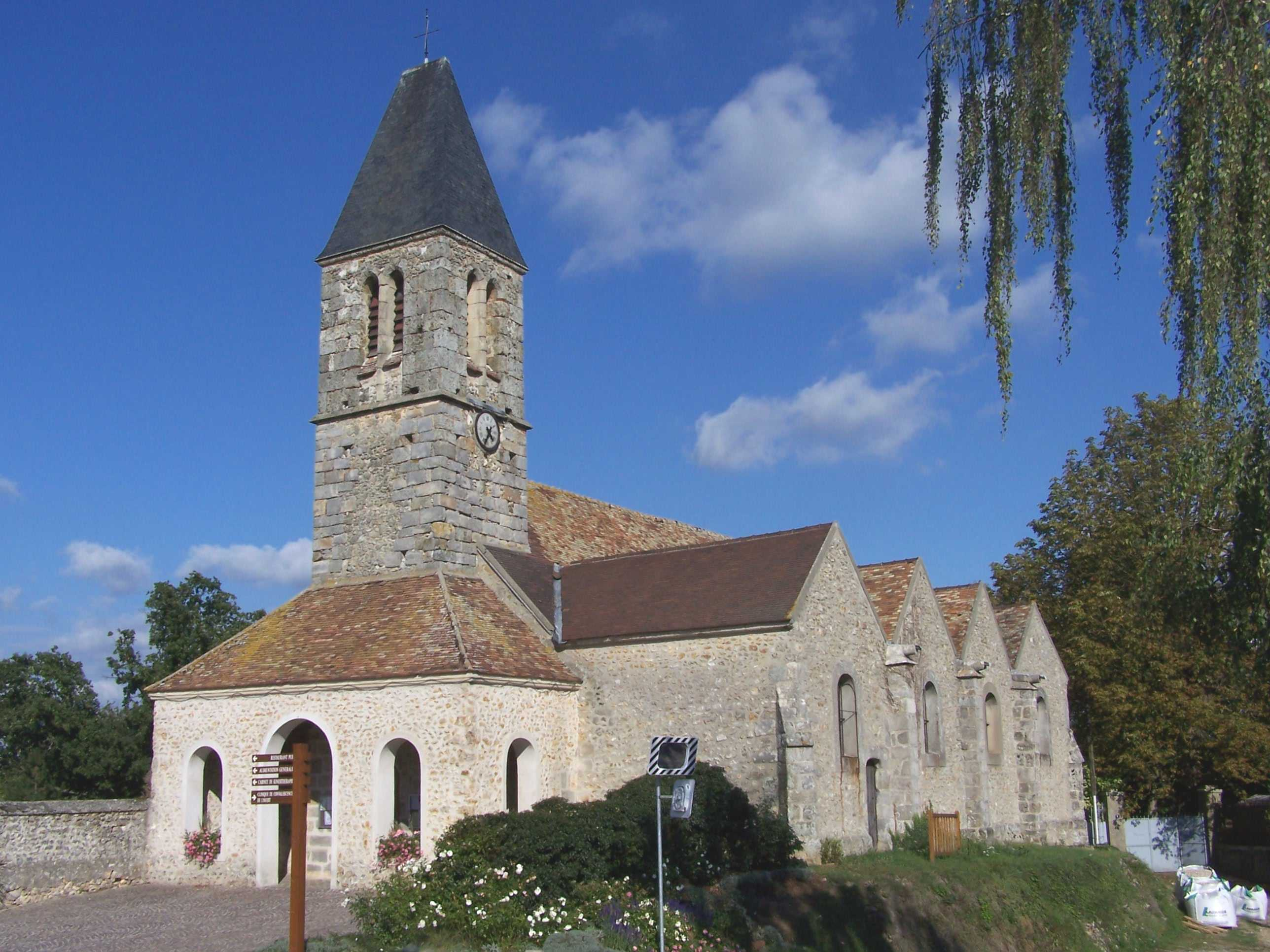
L'église Saint-Rémy.
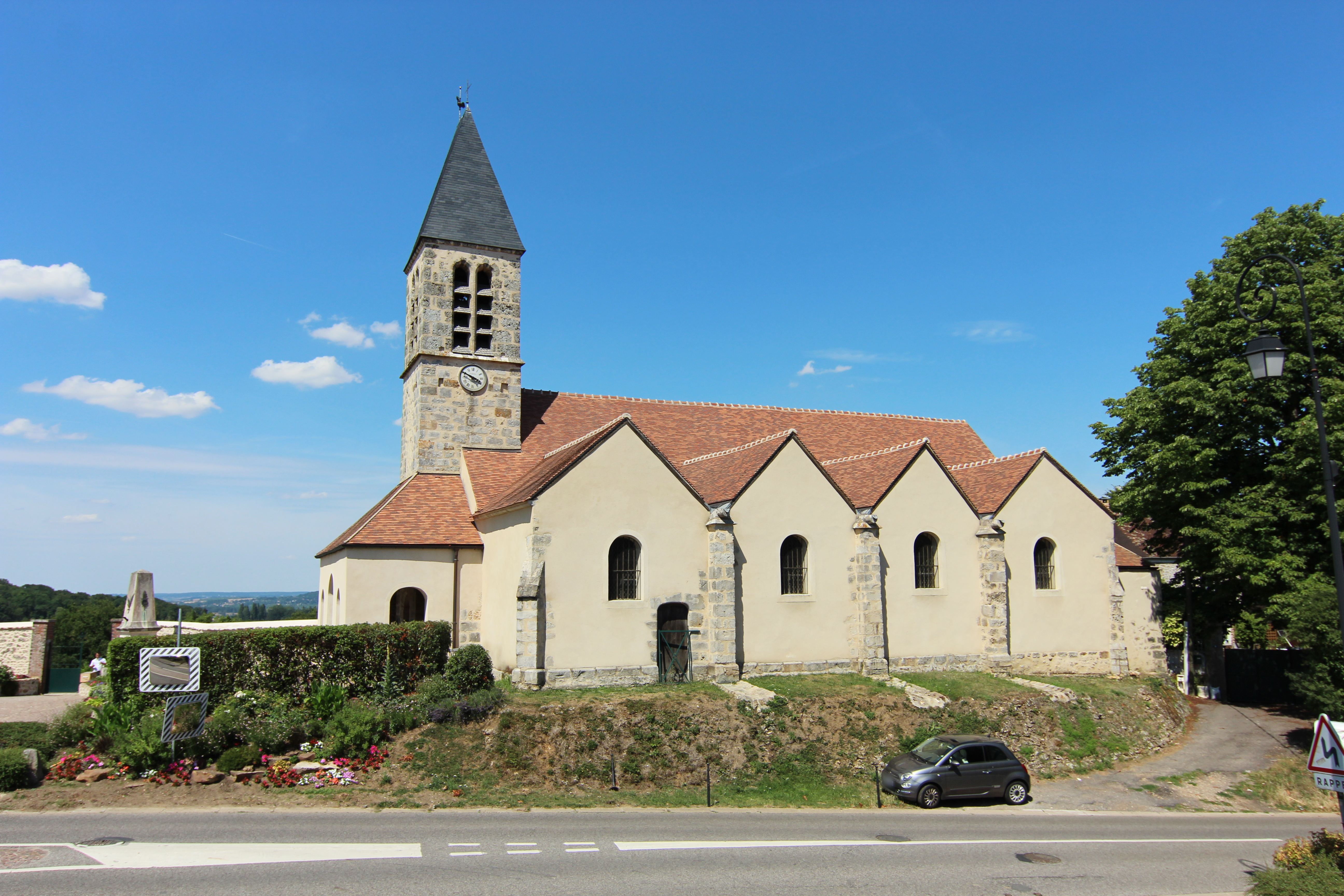
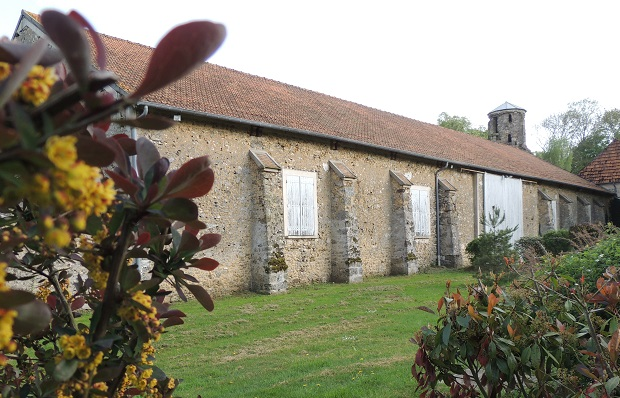
Le prieuré des Hautes Bruyères
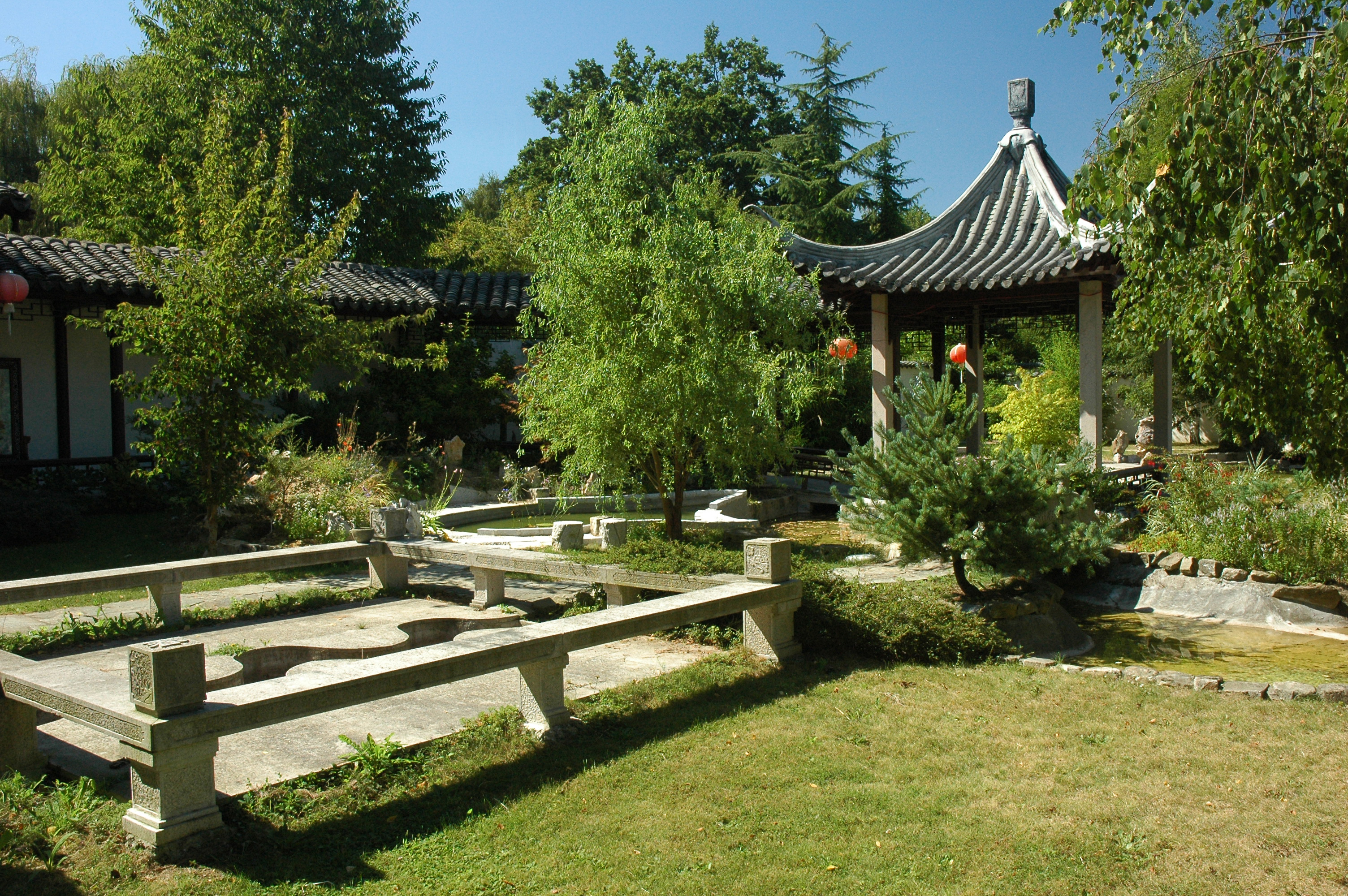
Jardin Yili.
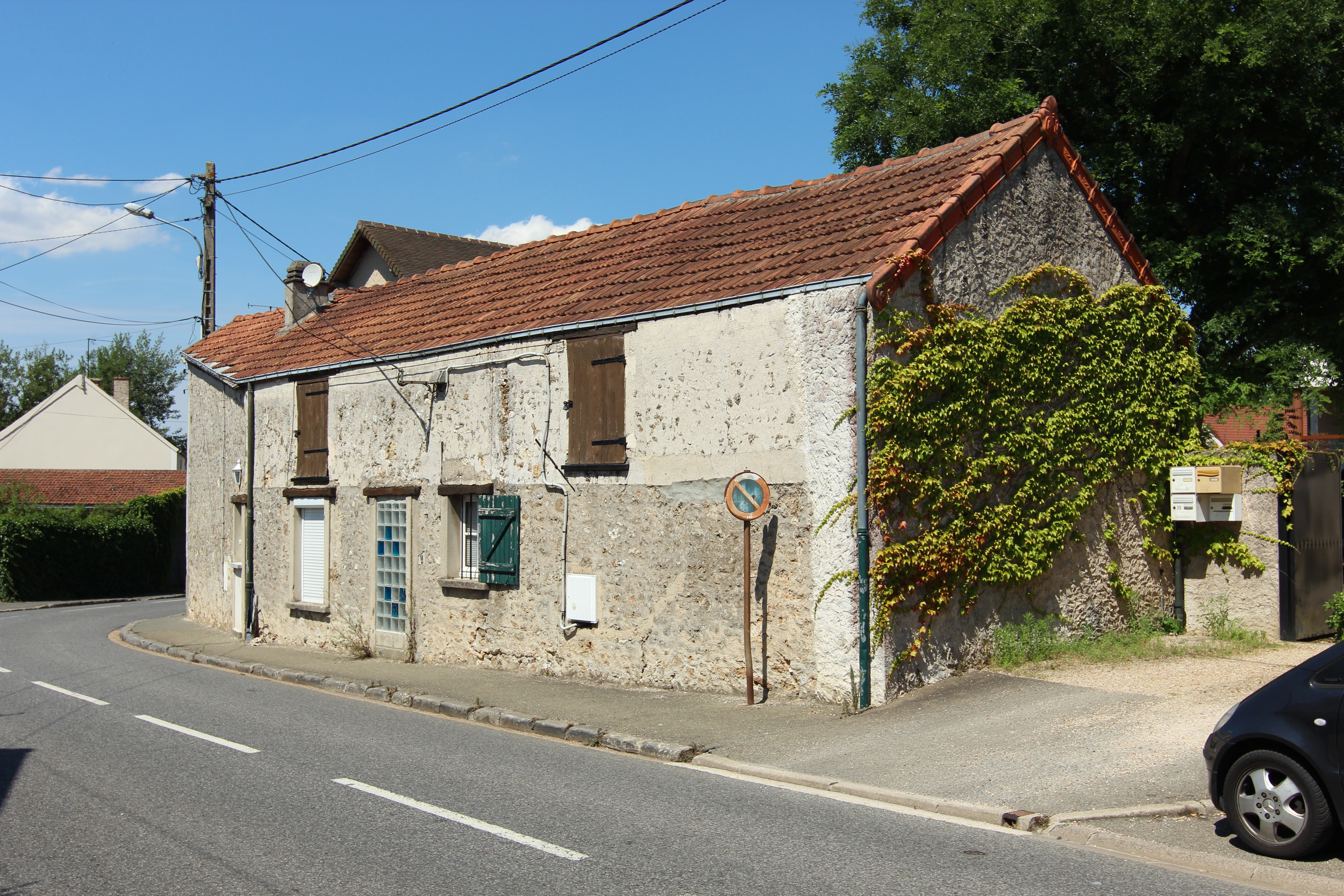
Construction ancienne.
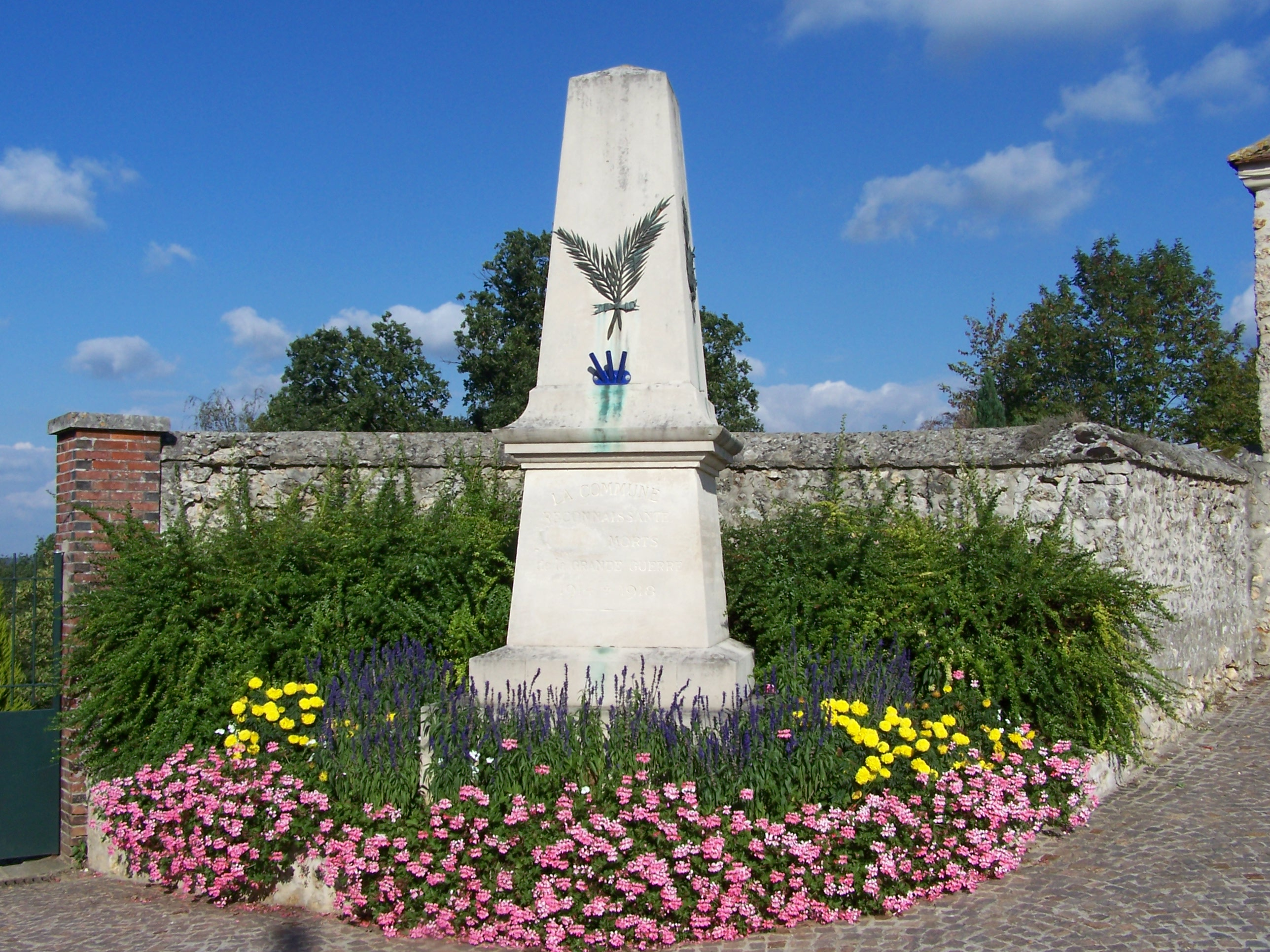
Le monument aux morts.

### Personnalités liées à la commune
- Ingmar Lazar (1993-), pianiste classique, réside à Saint-Rémy-l'Honoré.

### Héraldique
| Blason de Saint-Rémy-l'Honoré | Blason  | D’azur à la fasce d’argent accompagnée de trois croisettes d’or.                                                       |
| Blason de Saint-Rémy-l'Honoré | Détails | Ce blason, validé en 1996 par la commission nationale d'héraldique, a été repris de celui du prieuré de Haute-Bruyère. |